# 比利亚布拉斯
比利亚布拉斯（西班牙語：Villabraz）是西班牙卡斯蒂利亚-莱昂莱昂省的一个市镇。 总面积37平方公里，总人口147人（001年），人口密度4人/平方公里。